# بنر هیل (تنسی)
بنر هیل(به انگلیسی: Banner Hill) شهری در ایالت تنسی کشور ایالات متحده آمریکا است که جمعیت آن در سرشماری سال ۲۰۱۰ میلادی، ۱٬۴۹۷ نفر بوده‌است.